# DearMoon
dearMoonは、日本の億万長者の前澤友作により構想・出資された月旅行ミッション兼アートプロジェクトである。
前澤自身の他、数人のアーティストとそれに1名か2名の乗組員が、スペースX社の宇宙船スターシップにより、月を周回して地球に帰還する民間宇宙飛行を行う予定であった。
プロジェクトは2018年9月に公開され、打ち上げは2023年内に予定されていた。2024年6月に宇宙船の開発遅延によるプロジェクト中止が発表された。

## 概要

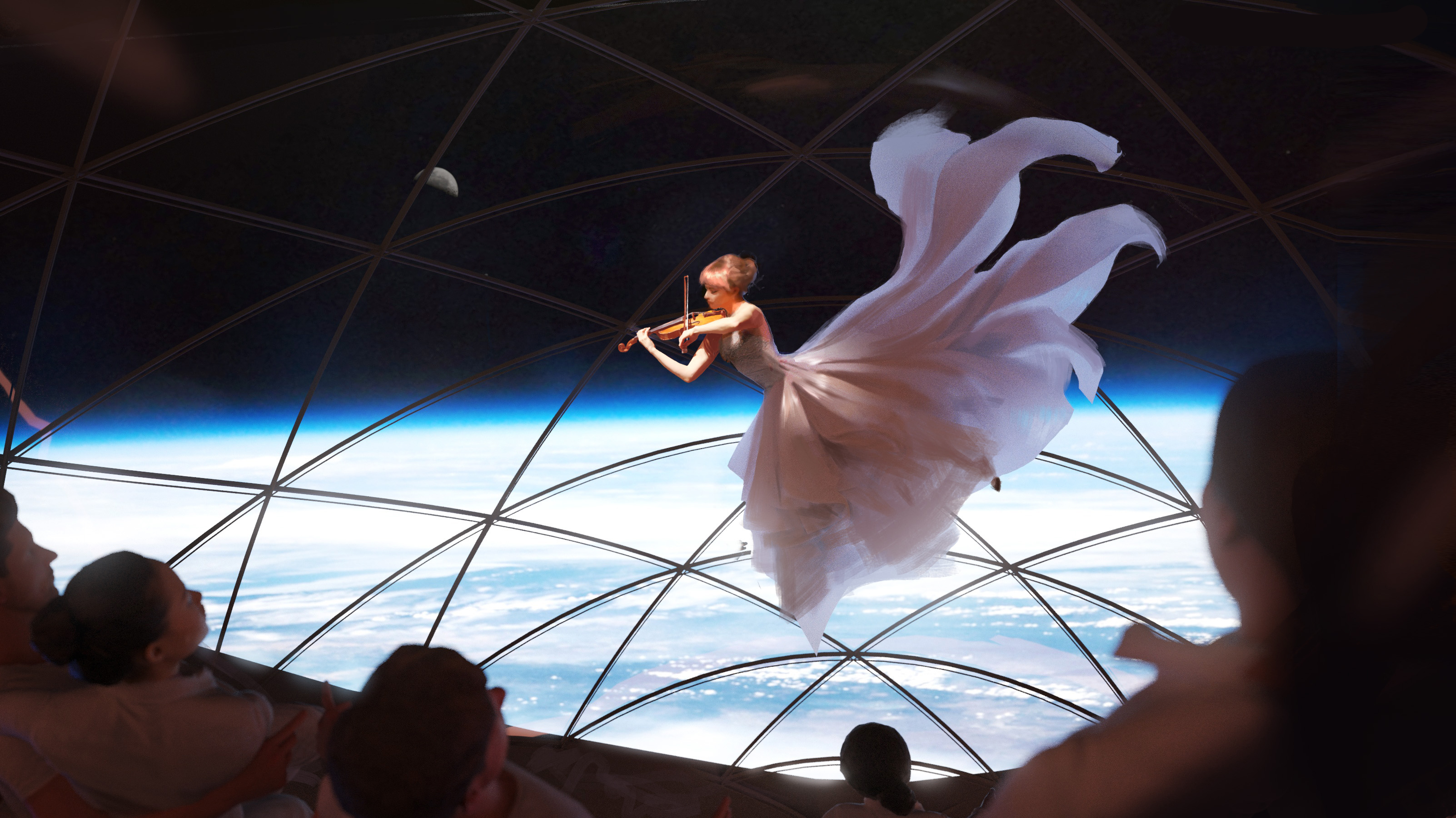
宇宙船内で演奏する様子（想像図）

dearMoonは民間人による初の月周回の宇宙プロジェクトであった。打ち上げにはスペースX社が開発中の宇宙船スターシップ（2018年当時はBFRと呼称）が用いられる予定であった。
乗員は前澤自身の他に公募などにより集められたアーティストらが予定された。ミッションのコストは1000億円ほどと推測されており、前澤が全額を負担した。
宇宙を舞台にした世界初のアートプロジェクトでアポロ計画でアポロ17号が月面着陸して以来の有人月旅行となるみこみであった。

## ミッション

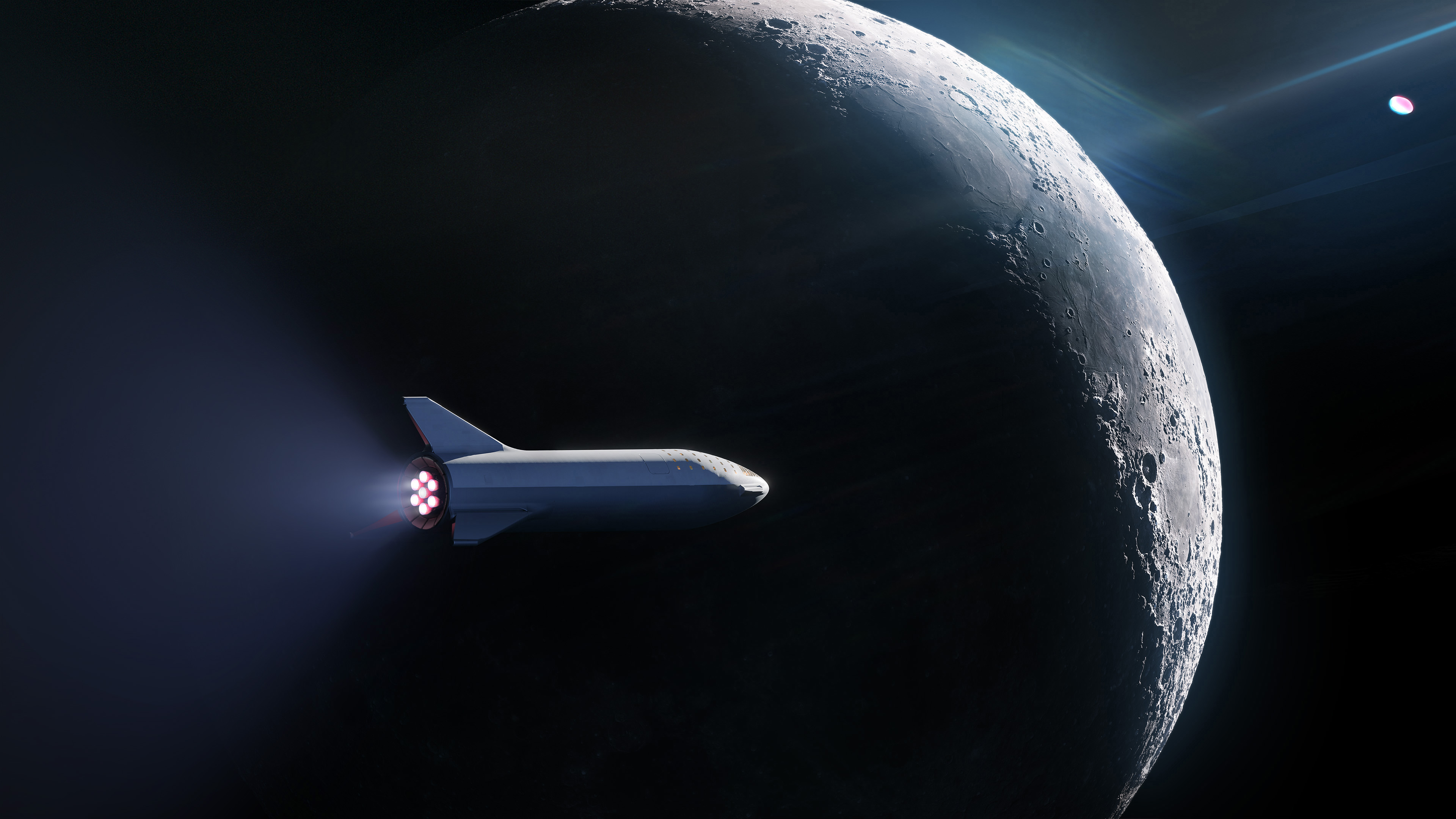
月近傍を飛行するスターシップ（想像図）

dearMoonでは自由帰還軌道と呼ばれる月を回る軌道が用いられる計画だった。スターシップは打ち上げ後は月に向かう自由帰還軌道に乗り、月の裏側を巡って、地球に帰還する。この軌道は初期の月探査機でも用いられたもので、軌道に乗った後はエンジンを噴射せずとも地球に帰還できるため、安全性が高い。ミッション期間は約1週間を予定していた。

## 乗員
前澤自身の他、数人のアーティストが乗船するとされていた。2018年の計画発表当初は「各界を代表する最大8人の世界的なアーティストを招待する」としていたが、2021年3月に最大8人の同乗者を世界中から公募することが発表された。
2022年12月9日、DJのスティーブ・アオキ、宇宙系YouTuberのティム・ドッド、表現者のイェミ・A・D、写真家のリアノン・アダム、写真家のカリム・イリヤ、俳優のデヴ・ジョシー、ドキュメンタリー映像作家のブレンダン・ホール、ラッパーのチェ・スンヒョン（T.O.P from BIGBANG）らがクルーとして選ばれたことが発表された。

## 宇宙船

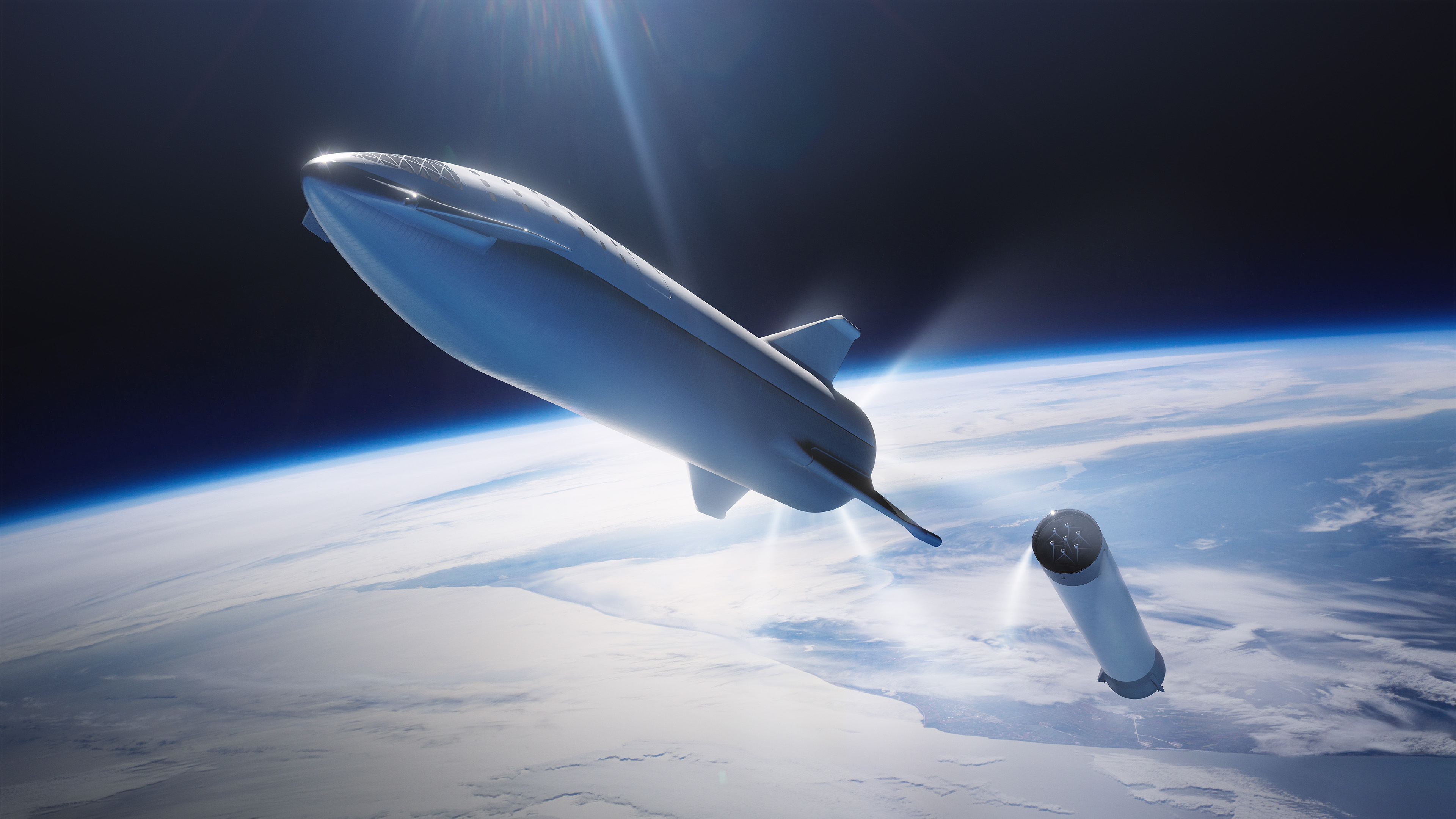
スターシップが分離する様子（想像図）

dearMoonの宇宙船としては、スペースX社が開発中の超大型ロケットであるスターシップ／スーパー・ヘビーが用いられる予定だった。スターシップは再使用ロケットの二段目兼有人宇宙船であり、スーパー・ヘビーにより打ち上げられた後、月へと向かう。スターシップは最大100人の乗員が搭乗可能で、軌道上で燃料を補給することで月着陸を行う能力も持つ計画だが、本ミッションでは燃料補給を行わずに直接月軌道に向かう。

## 計画中止
打ち上げは当初2023年内に行われる予定であったが、その時点でスターシップはいまだ無人での飛行試験中で、期間内での実現は困難な状態であった。最終的に2024年6月1日に「2023年内にローンチすることは叶わず、また近い将来における実現の見通しも不明瞭である」としてdearMoonプロジェクトの中止が発表された。 また前澤も「このままでは僕自身の人生計画が立てられない」と理由を述べている。
一方で乗船予定だった宇宙系YouTuberのティム・ドッドは、中止には理解を示しつつも、2022年12月のメンバー選出時に「打ち上げが今後数年で実現する可能性は低い」と述べたとして、それから1年半で遅延を理由に中止が発表されたことは納得がいかないと語っている。またArs Technicaの宇宙ジャーナリストのエリック・バーガーは、中止の背景には、スターシップが2021年にNASAのアルテミス計画の月着陸船として選定されたことでdearMoonの優先度が下がり、打ち上げが2030年代初頭まで実現しない見通しになったこと、前澤の資産が2018年より減少していること、前澤が2021年にソユーズMS-20で宇宙旅行の夢を既にかなえたこと、があると報じている。